# Більязи
Більязи́ (рос. Бильязы, башк. Бильяҙы) — присілок у складі Чишминського району Башкортостану, Росія. Входить до складу Новотроїцької сільської ради.
Населення — 13 осіб (2010; 13 у 2002).
Національний склад:
- татари — 77 %